# Jetis Karangpung
Jetis Karangpung is een bestuurslaag in het regentschap Sragen van de provincie Midden-Java, Indonesië. Jetis Karangpung telt 4152 inwoners (volkstelling 2010).